# Bactrocera atrisetosa
Bactrocera atrisetosa är en tvåvingeart som först beskrevs av Perkins 1939.  Bactrocera atrisetosa ingår i släktet Bactrocera och familjen borrflugor. Inga underarter finns listade.